# Marko Daňo
Marko Daňo (Eisenstadt, 30 novembre 1994) è un hockeista su ghiaccio slovacco.

## Carriera
Nei primi anni di carriera, dal 2010 al 2012, ha militato in patria con il Dukla Trenčín. È approdato in KHL con l'HC Slovan Bratislava nella stagione 2012/13.
Nel 2013/14 ha giocato in AHL con gli Springfield Falcons, prima di approdare in NHL con i Columbus Blue Jackets.
Nelle stagioni seguenti ha indossato le maglie di Springfield Falcons (2014/15), Rockford IceHogs (2015/16), Chicago Blackhawks (2015/16 in NHL), Winnipeg Jets (2015/16 in NHL) e Manitoba Moose (2016/17).
Dalla stagione 2016/17 gioca in NHL con i Winnipeg Jets.
Con la nazionale slovacca ha preso parte a diverse edizioni dei campionati mondiali a partire dal 2013.